# Мадатов, Гараш Али оглы
Гараш Али оглы Мадатов (азерб. Qaraş Əli oğlu Mədətov; 10 февраля 1928, Карабаглар, Нахичеванская АССР — 1 июля 1993, Баку) — азербайджанский историк. Заслуженный деятель науки Азербайджанской ССР. Заведующий отделом «Современный период в истории Азербайджана» Института истории АН Азербайджанской ССР (1968—1993).

## Биография
В 1950 году окончил исторический факультет Азербайджанского государственного университета. С 1953 по 1956 год учился в аспирантуре Московского государственного университета им. М. В. Ломоносова.
В 1956 году защитил кандидатскую, в 1966 году — докторскую диссертации. В 1969 году получил учёное звание профессора. В 1983 году стал членом-корреспондентом Академии наук Азербайджанской ССР.
С 1956 года работал в Институте истории Академии наук Азербайджанской ССР. С 1968 года до конца жизни работал заведующим отдела «Современный период в истории Азербайджана» Института истории Академии наук Азербайджанской ССР. 
Награждён орденом «Знак Почёта», медалями и почётными грамотами.
Похоронен на II Аллее почётного захоронения.